# 16262 Rikurtz
16262 Rikurtz (2000 JR32) là một tiểu hành tinh vành đai chính được phát hiện ngày 7 tháng 5 năm 2000 bởi nhóm nghiên cứu tiểu hành tinh gần Trái Đất phòng thí nghiệm Lincoln ở Socorro. Nó được đặt theo tên của Richard Kurtz, Người Mỹ-Canada cố vấn cho vòng chung kết cuộc thi Tìm kiếm tài năng khoa học Intel.